# Pseudocatharylla nemesis
Pseudocatharylla nemesis là một loài bướm đêm trong họ Crambidae.